# Лъджа (река)
Лъджа (на гръцки: Μάρμαρα, Мармара) е река в Правищко, Южна Македония, Гърция.
Реката извира в северната част на Люти рид (Символо), северно под връх Товляни (434 m) под името Песулук или Песалук (от 1969 година Крионери). Тече в югозападна посока в красива долина, която разделя Кушница (Пангео) на северозапад и Люти рид на югоизток. При село Деве Киран (Мелиса) приема десния си приток Гранос Лакос и левия Кара Муслу (Пиги). При Самоков (Доматия) приема десния приток Самоковина. След местността Согаяйери завива на юг и навлиза в пролом в Люти рид. Приема десния приток Емир дере (Лакия) и се влива в Бяло море в местността Калива Капа.